# Call of Duty: Vanguard
Call of Duty: Vanguard är ett förstapersonsskjutspel utvecklat av Sledgehammer Games och utgivet av Activision. Spelet släpptes 5 november 2021 till Windows, Playstation 4, Playstation 5, Xbox One, Xbox Series X och Series S.

## Spelupplägg

### Kampanjer
Call of Duty: Vanguard utspelas under andra världskriget, och fokuserar på 4 olika fronter: stillahavskriget, västfronten, östfronten och fälttåget i Nordafrika. Huvudpersonerna är inspirerade av verkliga soldater som Polina Petrova, som är baserad på sovjetiske prickskytten Ludmila Pavlitjenko, som även var känd som "Dödens dam".
I spelets kampanjläge styr spelaren fyra olika figurer: Sergeant Arthur Kingsley (Chiké Okonkwo) från Storbritanniens armé, löjtnant Polina Petrova (Laura Bailey) från Röda armén, kapten Wade Jackson (Derek Phillips) från USA:s flotta och löjtnant Lucas Riggs (Martin Copping) från Australiens armé. Antagonist i kampanjen är tysken Heinrich Freisinger från Gestapo, som försöker reformera Nazistpartiet.

### Multiplayer
Spelets multiplayerlägen innehåller 20 kartor vid lanseringen som har 16 olika spelarlägen, 4 av dem är nya med titeln "Champion Hill" där spelarna strider med pistoler (Gunfight), man kan spela Solo (1 mot 1), Duos (2 mot 2) och Trios (3 mot 3).

### Zombies
Samarbetsläget Zombies återvänder i Vanguards och är utvecklat av Treyarch i samarbete med Sledgehammer Games. Spelarläget fungerar som en expansion av handlingen Dark Aether och är som en prolog till Call of Duty: Black Ops Cold War.

## Mottagande
Call of Duty: Vanguard mottogs med blandad kritik av spelrecensenterna enligt webbplatsen Metacritic.